# Gayané Hovhannisyan
Gayané Hovhannisyan (en arménien : Գայանե Հովհաննիսյան, née en 1949) est une chanteuse d'opéra arménienne.

## Biographie
Gayané Hovhannisyan naît en 1949 à Erevan - Armenie
Elle devient chanteuse d'opéra après des études en conservatoire (elle a le prix Lénine du Conservatoire d'Erevan) elle devient soliste et interprète plusieurs rôles : Lady MC Beth, Aida, Mme Butterfly, Trouvere, Don Carlo, Cavalleria Rusticana
dirige le chœur d'enfants de l'Harmonie de l'Estaque à Marseille depuis 1999. Elle forme de nombreux chanteurs, réalise trois opéras : Stabat Mater de Pergolèse en 2004, le Chœur des anges en 2008, et Opérassimo en 2013, dirige des concerts à Marseille, dans la région PACA, à Paris et en Belgique ; 8 jeunes effectuent leurs études dans divers conservatoires, dont Armelle Khourdoïan, révélation classique de l'Adami 2014.
C'est en 1998, 25 ans déjà, qu'à la suite d’une rencontre fortuite avec Gayané HOVHANISSYAN, cantatrice lyrique Arménienne, internationalement connue, que l’harmonie relève le défi de créer un chœur lyrique d’enfants dans un quartier défavorisé, pour des populations plutôt écartées de l’éducation à l’art lyrique.
Ce projet est né d'une triple volonté de l'Harmonie de l'Estaque Gare:
- Promouvoir l’art lyrique au cœur d’un quartier parmi les plus populaires de Marseille,
- Offrir à des enfants – issus de toutes les classes sociales – la possibilité de participer à une éducation artistique exceptionnelle.
- Démontrer que l’appréhension d’un art, aussi élitiste soit- t-il, ne peut avoir de frontières sociale ou géographique.

C'est donc un pari fou mais réussi qu'a relevé l'Harmonie puisque après 5 années d’un dur travail, une trentaine d’enfants ont atteint un niveau de perfection salué et reconnu par tous.
Fort d’un répertoire comprenant des œuvres de Gounod, Rachmaninov, Schubert, Rossini, Verdi, Puccini, Bellini, etc. ils se sont produits dans de nombreuses églises et salles de la région, obtenant à chaque fois un succès considérable.